# Begonia oligophylla
Begonia oligophylla là một loài thực vật có hoa trong họ Thu hải đường. Loài này được Blume ex Miq. mô tả khoa học đầu tiên năm 1856.